# Urasjärvi
Urasjärvi är en sjö i kommunen Tavastehus i landskapet Egentliga Tavastland i Finland. Sjön ligger 84,2 meter över havet. Arean är 46 hektar och strandlinjen är 5,12 kilometer lång. Sjön  ingår i Kumo älvs huvudavrinningsområde.   Den ligger omkring 24 km norr om Tavastehus och omkring 120 km norr om Helsingfors. 